# Fradique de Menezes

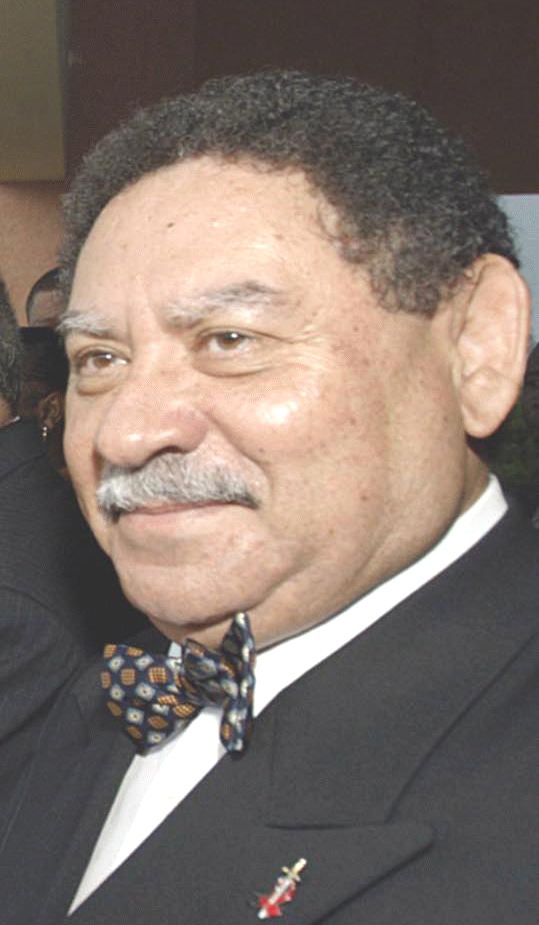
Fradique Melo de Menezes

Fradique Melo de Menezes (Sao Tomé, 21 maart 1942) is een Santomees politicus. Tussen 2001 en 3 september 2011 was hij president van Sao Tomé en Principe.

## Biografie
De Menezes studeerde aan het Instituto Superior de Psicologia Aplicada in Lissabon en aan de Université libre de Bruxelles. Aan laatstgenoemde universiteit studeerde hij psychologie en pedagogiek. Tussen 1986 en 1987 was hij namens de MLSTP, toen nog de enige toegestane partij in het land, minister van Buitenlandse Zaken.
In 2001 werd hij met 55,2% van de stemmen gekozen tot president. Om president te worden, moest hij wel afstand doen van zijn Portugese nationaliteit. Hoewel in eerste instantie verkozen als kandidaat van de Acção Democrática Independente, begon hij snel na zijn verkiezing een eigen partij, de Movimento Democrático das Forças da Mudança-Partido Liberal (MDFM-PL) die tijdens de verkiezingen van 2002 een lijst vormt met de Partido de Convergência Democrática-Grupa de Reflexão (PCD-GR) en 23 zetels in de Assembleia Nacional haalt. In oktober 2002 ontslaat hij premier Gabriel Arcanjo da Costa vanwege aanhoudende conflicten en stelt hij Maria das Neves als nieuwe premier aan. Later dat jaar verbreken 20 van de 23 parlementariërs van de MDFM-PL/PCD-GR-fractie de band met De Menezes en neemt de kamer met 52 tegen 3 stemmen een wet aan die macht van de president moet inperken. De Menezes dreigt nieuwe verkiezingen uit te schrijven en verzekert hiermee de uitstel van de wet tot het einde van zijn ambtstermijn in 2006. In 2003 vindt een kortstondige staatsgreep plaats die – toen de rust was weergekeerd – leidde tot een versterking van de machtspositie van Fradique de Menezes. In 2006 werd hij met 60,58% van de stemmen herkozen.
De verijdeling van een nieuwe staatsgreep op 12 februari 2009 leidde tot de arrestatie van de leider van het Christendemocratisch Front, Alércio Costa, en dertig anderen. Tijdens een persconferentie op 24 februari, zei de Menezes dat hij was "geraakt" door de steun van de veiligheidstroepen. In 2011 kreeg De Menezes de Zik Prize uitgereikt door het Public Policy Research and Analysis Centre. Bij de presidentsverkiezingen in juli 2011 kon De Menezes niet herkozen worden omdat de grondwet maximaal twee termijnen voorschrijft. Hij werd opgevolgd door Manuel Pinto da Costa.
Het tien jaar durende presidentschap van De Menezes werd gekenmerkt door zeven regeringswisselingen en een mislukte staatsgreep, waarbij ministers en premiers regelmatig ontslagen werden vanwege beschuldigingen van corruptie. De Menezes stond zichzelf erop voor een groot bestrijder van corruptie te zijn, maar was zelf niet van onomstreden gedrag.
Manuel Pinto da Costa (1975–1991) · Leonel Mário d'Alva (1991) · Miguel Trovoada (1991–1995) · Manuel Quintas de Almeida (1995) · Miguel Trovoada (1995–2001) · Fradique de Menezes (2001–2003) · Fernando Pereira (2003) · Fradique de Menezes (2003–2011) · Manuel Pinto da Costa (2011–2016) · Evaristo Carvalho (2016–2021) · Carlos Vila Nova (2021–heden)
Miguel Trovoada (1975) · Leonel Mário d'Alva (1975–1978) · Maria do Nascimento da Graça Amorim (1978–1986) · Fradique de Menezes (1986–1987) · Guilherme Posser da Costa (1987–1988) · Carlos Graça (1988–1990) · Guilherme Posser da Costa (1990–1991) · Alda Bandeira (1991–1993) · Albertino Bragança (1993–1994) · Guilherme Posser da Costa (1994–1996) · Homero Jeronimo Salvaterra (1996–1999) · Alberto Paulino (1999) · Paulo Jorge Espirito Santo (1999–2000) · Joaquim Rafael Branco (2000–2001) · Patrice Trovoada (2001–2002) · Mateus Meira Rita (2002) · Alda Bandeira (2002) · Mateus Meira Rita (2002–2004) · Óscar Sousa (2004) · Ovídio Manuel Barbosa Pequeno (2004–2006) · Óscar Sousa (2006) · Carlos Gustavo dos Anjos (2006–2007) · Ovídio Manuel Barbosa Pequeno (2007–2008) · Carlos Tiny (2008–2010) · Manuel Salvador dos Ramos (2010–2012) · Natália Pedro da Costa Umbelina Neto (2012–2014) · Manuel Salvador dos Ramos (2014–2016) · Urbino Botelho (2016–2018) · Elsa Pinto (2018–2020) · Edite Ten Jua (2020–heden)